# Łysakowo (Ciechanów)
Pour les articles homonymes, voir Łysakowo.
Łysakowo (prononciation : [wɨsaˈkɔvɔ]) est un village polonais de la gmina de Grudusk dans le powiat de Ciechanów de la voïvodie de Mazovie dans le centre-est de la Pologne.
Il se situe à environ 5 kilomètres au sud de Grudusk (siège de la gmina), 17 km au nord de Ciechanów (siège du powiat) et à 93 km au nord de Varsovie (capitale de la Pologne).

## Histoire
De 1975 à 1998, le village appartenait administrativement à la voïvodie de Ciechanów.